# Uranreihen-Datierung
Uranreihen-Datierung ist ein Sammelbegriff für die Altersbestimmung von Sedimenten, Korallen oder Karbonaten mit Hilfe der verschiedenen Radionuklide einer Zerfallsreihe des Urans.
Dabei wird jeweils ausgenutzt, dass die in der Zerfallsreihe des Urans auftretenden Nuklide mit verschiedener Halbwertszeit wieder zerfallen und sich deswegen nach genügend langer Zeit ein Nuklidgemisch mit bekanntem Teilchenverhältnis einstellt. Weicht das Verhältnis der Nuklide innerhalb dieser Reihe von dem zu erwartenden Wert ab, ist entweder noch nicht genügend Zeit verstrichen, und das vorhandene Verhältnis lässt Rückschlüsse auf den „Startzeitpunkt“ des Zerfalls zu, oder das Verhältnis der Zerfallsprodukte hat sich durch äußere Einflüsse verändert – z. B. durch Trennung des Gemisches aufgrund unterschiedlicher Wasserlöslichkeit. Entstehen aus solchen Lösungen mineralische Ablagerungen, ist das Konzentrationsverhältnis dort verändert. Dies wird bei der Uran-Thorium-Datierung (234U/230Th) genutzt.
Die Methode kam auch zur Anwendung, als das Alter indonesischer Höhlenmalereien auf mindestens 35.400 Jahre datiert werden konnte.